# سليمة غزالي
سليمة غزالي (ولدت سنة 1958 بولاية البويرة شرق الجزائر العاصمة) إعلامية وناشطة جزائرية في مجال حقوق الإنسان وحقوق المرأة.

## جائزة ساخاروف
منحها الاتحاد الأوروبي سنة 1997 جائزة سخاروف لحرية الفكر عن كفاحها من أجل الحرية البربرية وحقوق الإنسان، كما حصلت ـ في العام ذاته ـ على جائزة أولوف بالمملكة السويدية.